# Amparo Poch y Gascón
Amparo Poch y Gascón (Zaragoza, 15 de octubre de 1902-Toulouse, 15 de abril de 1968) fue una escritora y médica activista antifascista y libertaria española, cofundadora en 1936 de la revista Mujeres Libres.

## Historia

### Familia

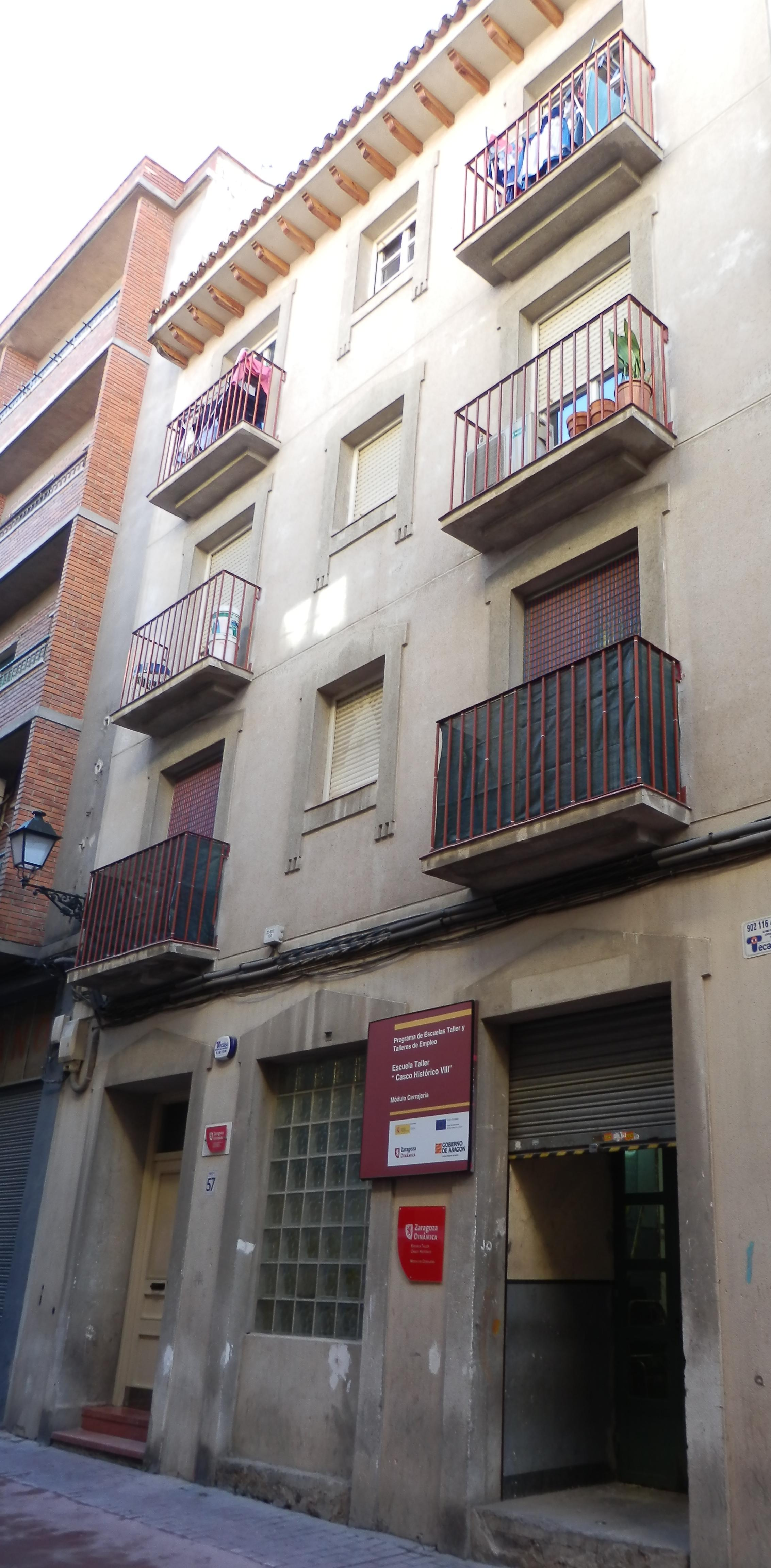
Casa en la calle Ramón Pignatelli, 57. Amparo Poch vivió en esta casa hasta 1916.

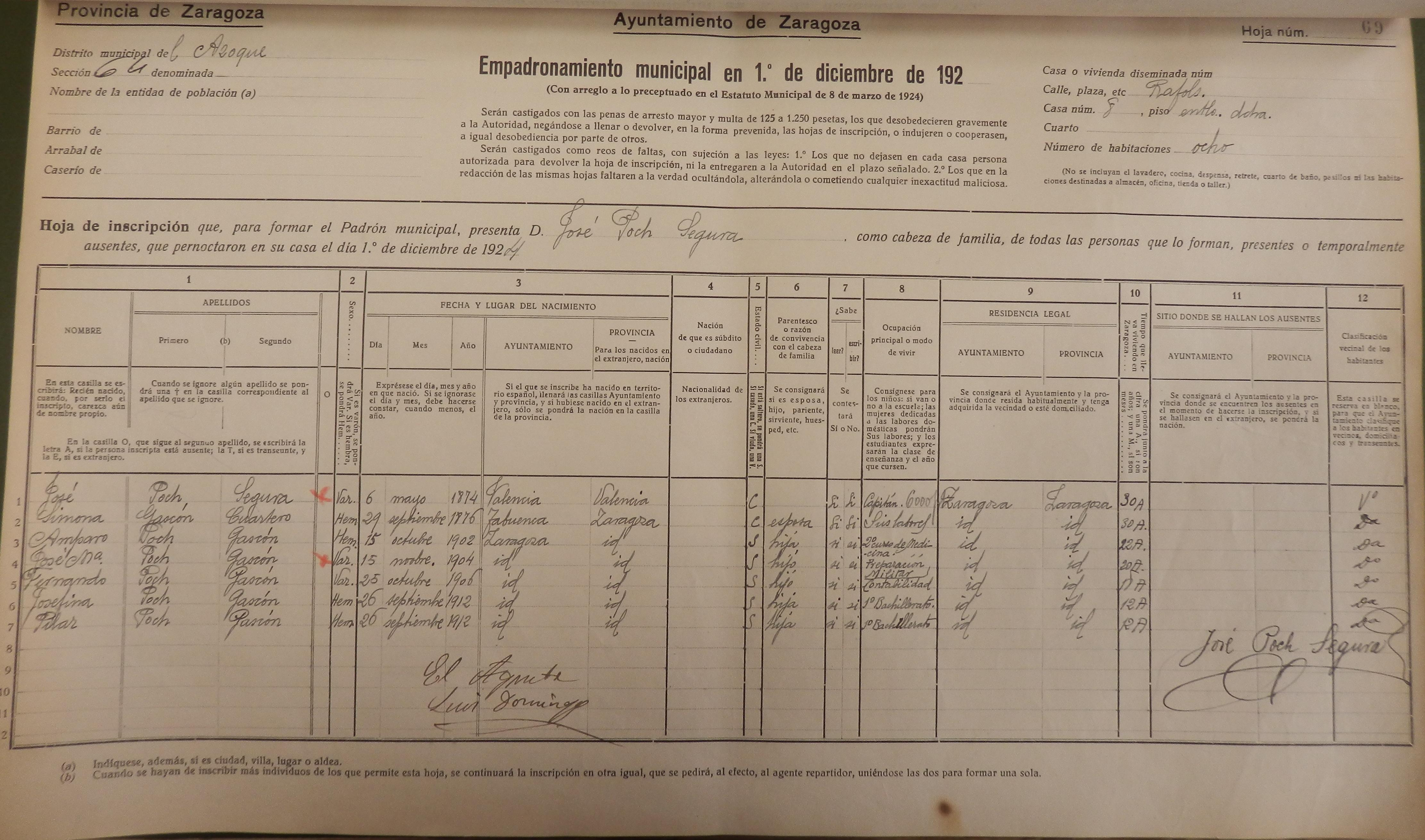
Hoja del padrón municipal de Zaragoza de 1924. Amparo Poch vivía en la Calle Madre Rafols, 8

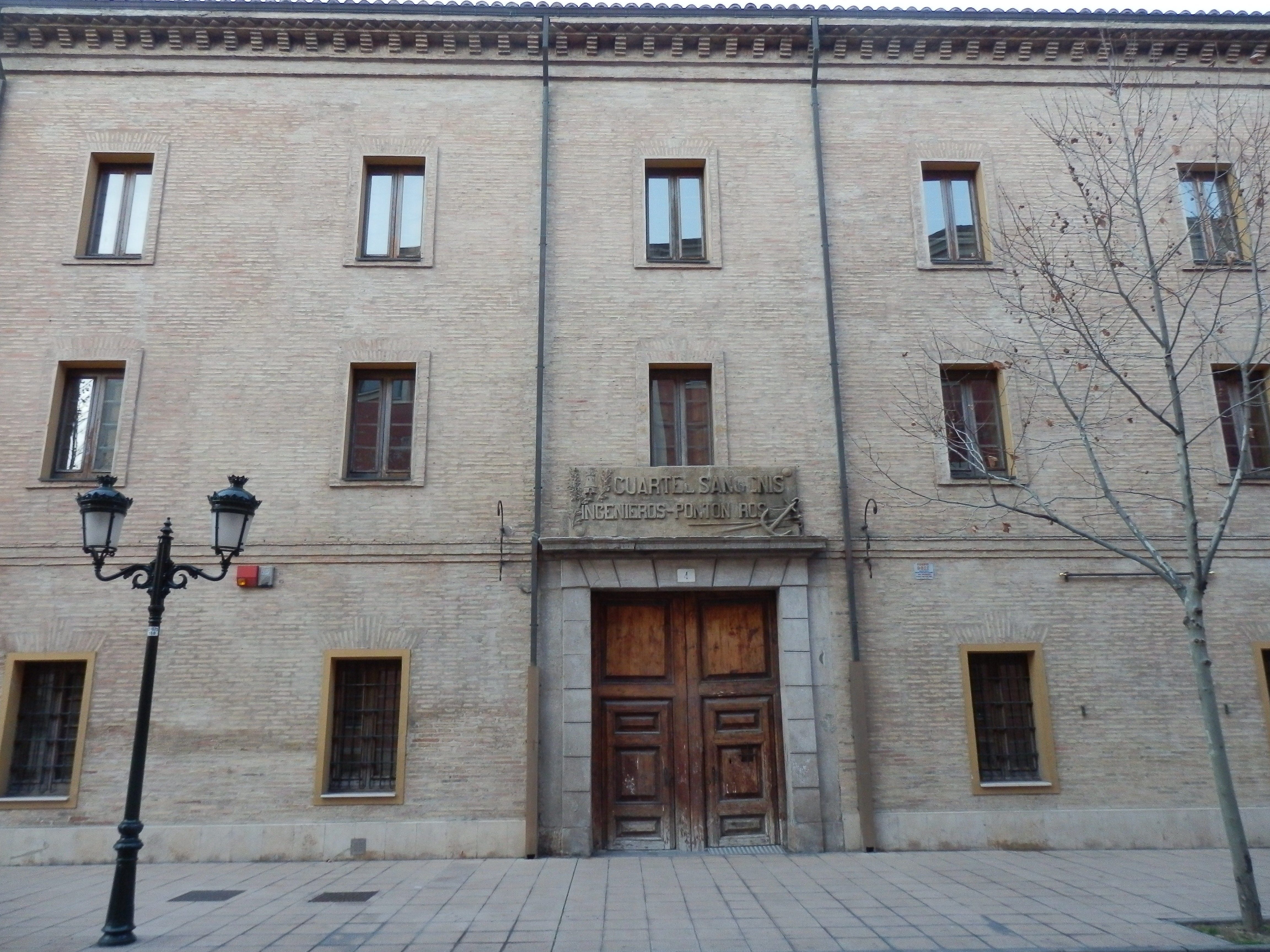
Antiguo cuartel de pontoneros Sangenis de Zaragoza donde sirvió José Poch Segura.

Hija primogénita de José Poch Segura y de Simona Gascón Cuartero, fue bautizada en la Parroquia de Santiago el 18 de octubre de 1902 con los nombres de María de los Desamparados y del Pilar. En otros documentos aparece como María del Pilar Amparo. Tuvo cuatro hermanos, José María (1904), Fernando (1906) Josefina (1912) y Pilar (1912) La familia vivió hasta 1916 en la calle Pignatelli, 57, de Zaragoza. En 1916 José Poch ascendió a teniente de pontoneros y tuvo derecho a disfrutar de una vivienda en los pabellones militares del Cuartel de Sangenis, Ingenieros y Pontoneros, en la calle Madre Rafols nº 8. Amparo Poch tuvo una pequeña consulta para mujeres, niños y niñas en esa dirección. Amparo Poch se casó civilmente con Gil Comín Gargallo el 28 de noviembre de 1932 en Zaragoza. Entonces Gil tenía 33 años y trabajaba como oficial de banca. Era licenciado en Filosofía y Letras, Bellas Artes y Derecho. El matrimonio duró poco tiempo.
A mediados de los años treinta el compañero sentimental de Amparo Poch fue Manuel Zambruno Barrera, escritor, poeta y miembro del sindicato del metal de CNT. En julio de 1936 estuvo en asalto al Cuartel de la Montaña. Fue redactor de la prensa confederal y corresponsal en los frentes de Madrid.
Entre los años cuarenta y sesenta su compañero sentimental fue Francisco Sabater.

### Formación

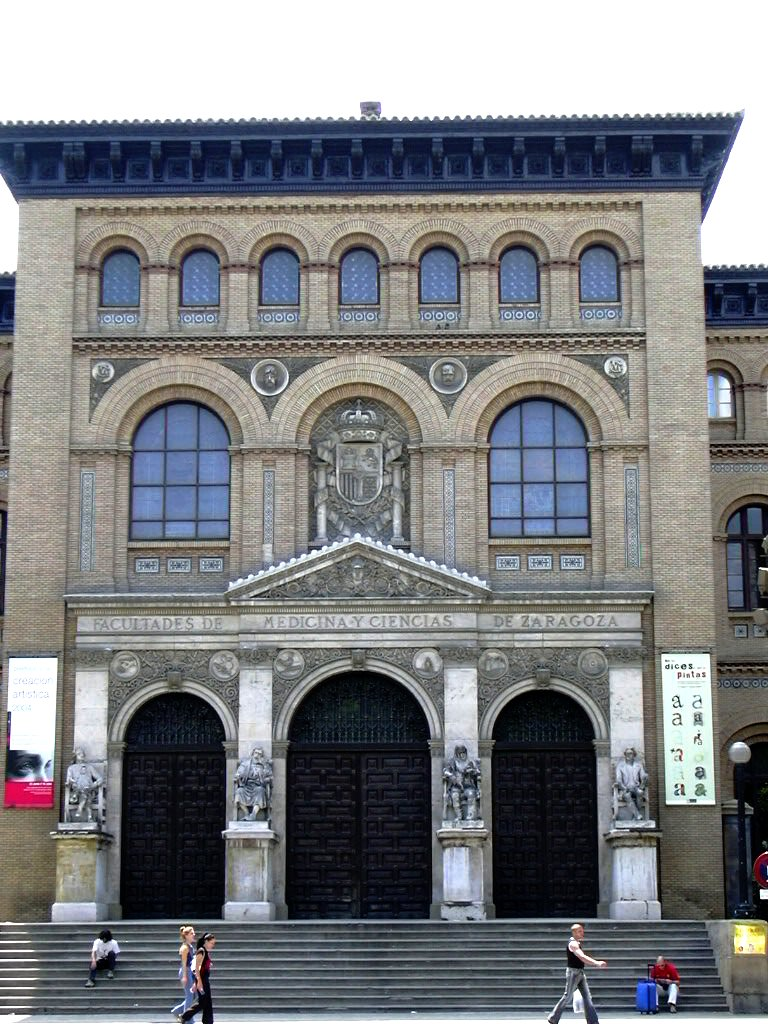
Antigua Facultad de Medicina de Zaragoza en la que Amparo Poch estudió Medicina entre 1922 y 1929.

#### Magisterio
Debido a esa oposición de su padre estudió Magisterio en la Escuela Normal Superior de Maestros de Zaragoza entre 1917 y 1922. Se licenció con premio extraordinario en la sección de Ciencias.

#### Medicina
En 1922 siguiendo su verdadera vocación se matriculó en la Facultad de Medicina de Zaragoza.
En varios artículos denunció la burla, el desprecio y la falta de respeto que inspiraba a los hombres la mujer sabia. También criticó la indiferencia de los profesores y de los claustros universitarios.
Se licenció en 1929 con matrícula de honor en todas las asignaturas (28 matrículas de honor). En su promoción se licenciaron 97 hombres y 2 mujeres: ella y Carmen Moraleda Carrascal.
| Asignatura                                     | Calificación       |
| ---------------------------------------------- | ------------------ |
| Física general                                 | Matrícula de honor |
| Química general                                | Matrícula de honor |
| Mineralogía y Botánica                         | Matrícula de honor |
| Zoología general                               | Matrícula de honor |
| Anatomía descriptiva y Embriología I           | Matrícula de honor |
| Histología e Histoquimia normales              | Matrícula de honor |
| Técnica anatómica I                            | Matrícula de honor |
| Anatomía descriptiva y Embriología II          | Matrícula de honor |
| Técnica anatómica II                           | Matrícula de honor |
| Fisiología humana teórica y experimental       | Matrícula de honor |
| Patología general con su clínica               | Matrícula de honor |
| Terapéutica                                    | Matrícula de honor |
| Anatomía patológica                            | Matrícula de honor |
| Patología quirúrgica I                         | Matrícula de honor |
| Patología médica I                             | Matrícula de honor |
| Obstetricia y Ginecología I                    | Matrícula de honor |
| Anatomía topográfica                           | Matrícula de honor |
| Oftalmología con su clínica                    | Matrícula de honor |
| Patología quirúrgica II                        | Matrícula de honor |
| Patología médica II                            | Matrícula de honor |
| Obstetricia y Ginecología II                   | Matrícula de honor |
| Curso de las enfermedades de la infancia       | Matrícula de honor |
| Otorrinolaringología                           | Matrícula de honor |
| Patología quirúrgica III                       | Matrícula de honor |
| Patología médica III                           | Matrícula de honor |
| Higiene pública con prácticas de Bacteriología | Matrícula de honor |
| Medicina Legal y Toxicología                   | Matrícula de honor |
| Dermatología                                   | Matrícula de honor |

Fue la segunda mujer en licenciarse en la Facultad de Medicina de Zaragoza, después de Concepción Diego Rosell. El 21 de septiembre de 1929 tomó parte en las oposiciones al Premio Extraordinario de licenciatura del curso 1928-1929, en el que los aspirantes eran 6 hombres y ella. Por sorteo salió elegido el tema Valor diagnóstico del examen del líquido cefalorraquídeo. Por unanimidad el tribunal otorgó el Premio Extraordinario de su promoción a Amparo Poch.
Tras la guerra civil su padre intentó borrar todo su expediente académico. En el Archivo de la Escuela Normal Superior de Maestras de Zaragoza Amparo Poch aparece con el número 60 en el índice del libro 5824 del curso 1916-1917. Sin embargo, el expediente correspondiente a ese número desapareció y la hoja con sus datos fue arrancada.
En el Colegio Oficial de Médicos de Zaragoza desapareció la documentación de Amparo Poch, de la que solo se conservó una ficha por la que se sabe que fue vicesecretaria del Colegio de Médicos hasta 1934, fecha en la que se trasladó a Madrid.
En el curso 1923-1924 obtuvo matrícula de honor en la asignatura de Lengua alemana para Medicina impartida por la Escuela Superior de Comercio de Zaragoza.

### Novelista
En 1923 se editó su novela breve Amor. Su protagonista Amor Solís (alter ego de Amparo - Amor) es una pintora que se mueve entre la lucha del obrerismo y el pistolerismo del momento. Es una novela en parte autobiográfica donde glosa sus creencias. Desvela el impacto entre los estudiantes de las ideas anarquistas como rebeldía e inconformismo.
El prólogo es de Gil Comín Gargallo, con el que Amparo Poch se casó civilmente el 28 de noviembre de 1932 en Zaragoza.

### Médica

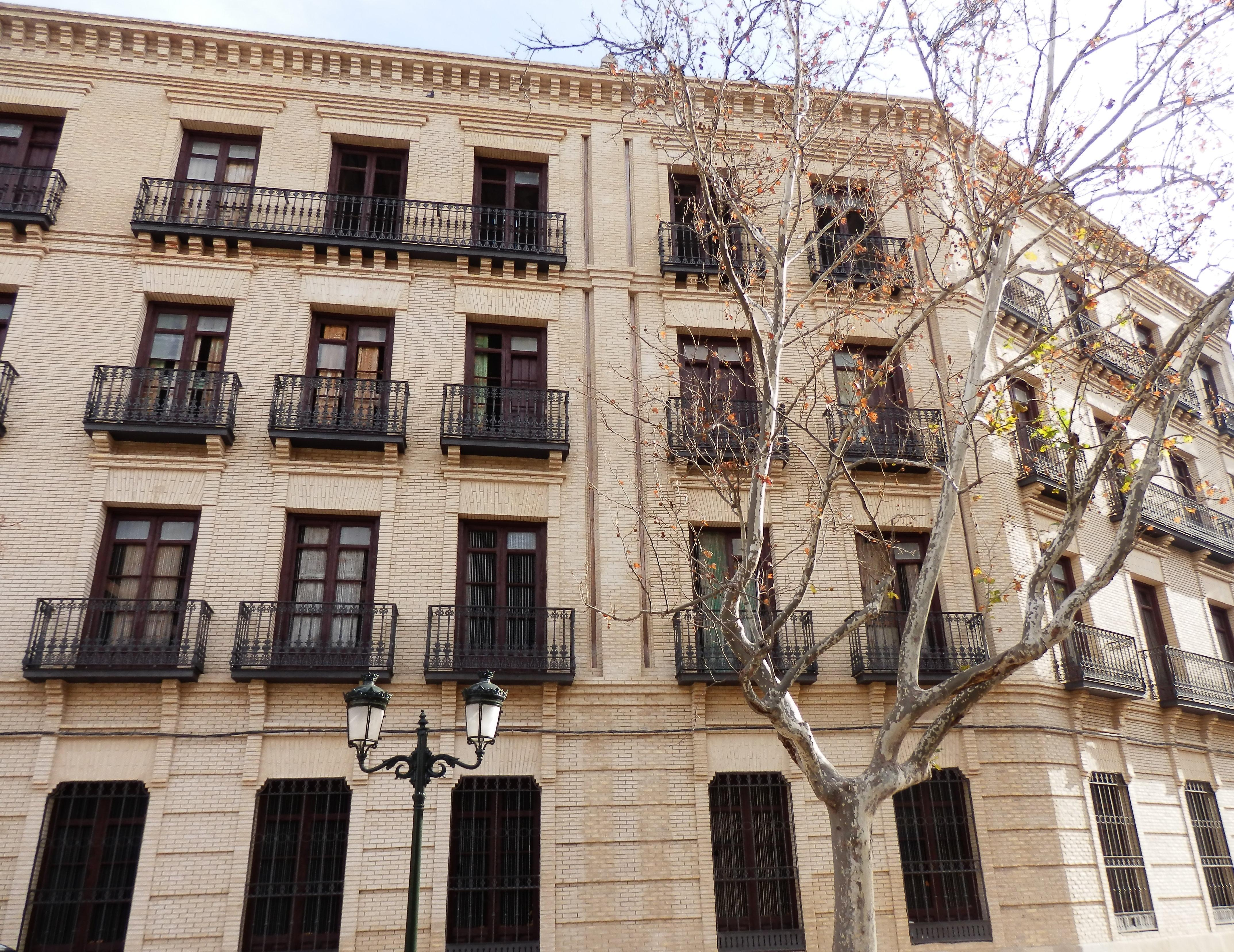
Casa en la calle Madre Rafols, 8. Amparo Poch vivió en esta casa desde 1916. En una habitación interior estableció su consulta médica en 1929.

Terminó la carrera de medicina en septiembre de 1929 cuando tenía 26 años. Obtuvo el Premio Extraordinario de licenciatura el 26 de septiembre de 1929.
El 3 de octubre de 1929 se inscribió en el Colegio de Médicos de Zaragoza.

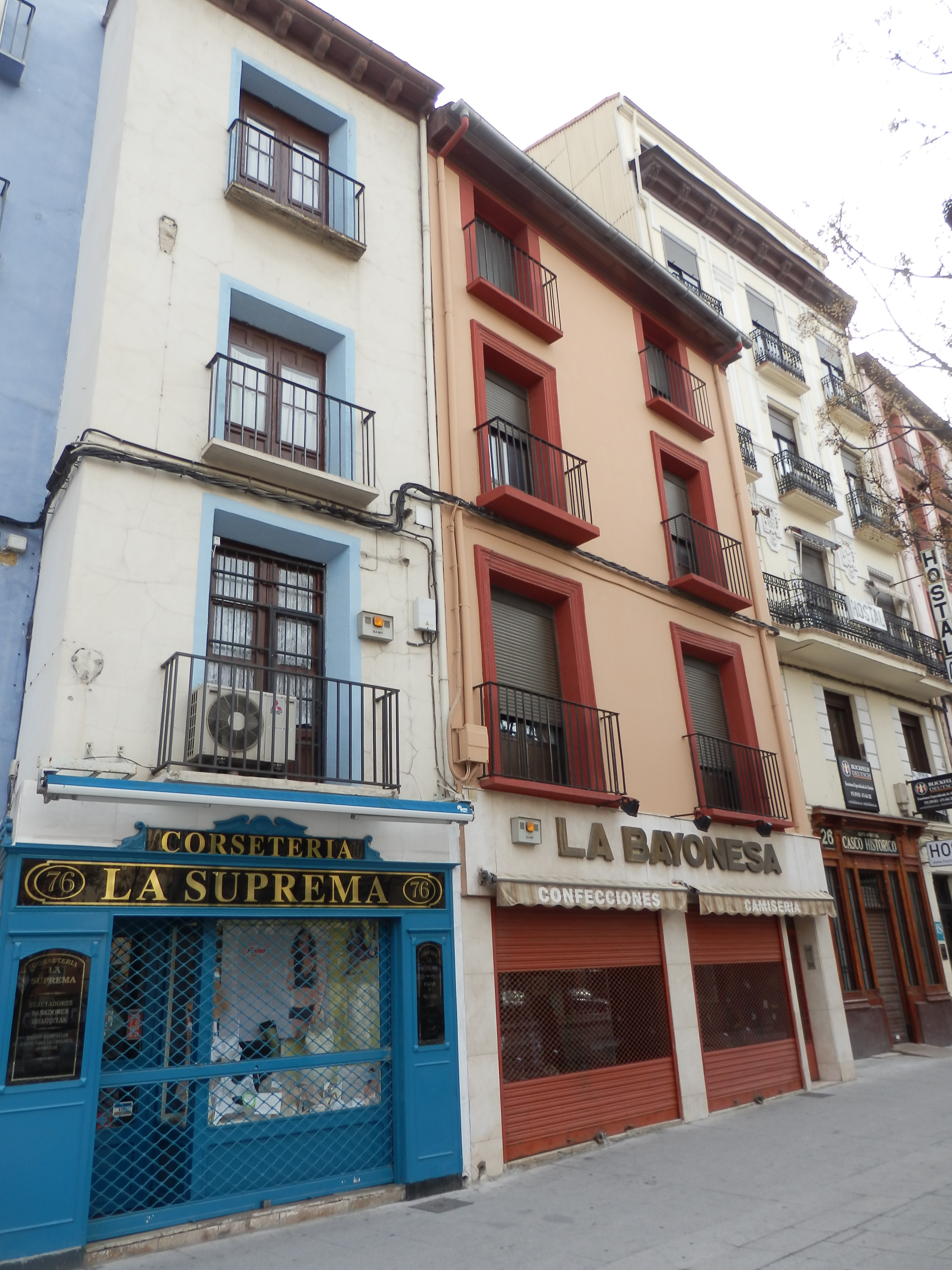
Casa en la avenida César Augusto, 76 (antigua calle Cerdán, 30). Amparo Poch vivió en esta casa en 1930. En una habitación estableció su consulta médica.

Estableció su consulta en una habitación interior de su propia casa en el número 8 de la calle Madre Rafols. Más tarde la trasladó a la calle Cerdán número 30 de Zaragoza (actual avenida César Augusto, 76).
Los anuncios que insertó en el periódico La Voz de Aragón decían:

Consultorio médico para mujeres y niños. 
Consulta de tres a seis.
 Especial para obreras, de doce a una.

 13 de octubre de 1929. La Voz de Aragón.

Amparo Poch Gascón ha trasladado
 su Clínica Médica para mujeres y niños
 a la calle Cerdán, 30, segundo. 
Horas de consulta, de 3 a 5. 
Especial para obreras, de 6 a 7

 30 de abril de 1930. La Voz de Aragón.
En 1932 vivía en la calle Torre Nueva, 40-42 de Zaragoza.
Trabajó en la prevención de la enfermedad y en la promoción de la salud. Puso en marcha programas de educación sanitaria para mujeres obreras y desarrolló una gran labor en la sanidad infantil para reducir las altas tasas de mortalidad de la época.
En diciembre de 1931 publicó la Cartilla de Consejos a las Madres destinada a los cuidados que debía observar la mujer durante la gestación y la lactancia. Esta cartilla fue galardonada en el II Concurso de premios del doctor Borobio por su divulgación pedagógica en la protección de la infancia.
El 3 de mayo de 1934 se dio de baja en el Colegio de Médicos de Zaragoza y se trasladó a Madrid. Vivió en la calle Mayor, 71 y en la calle Hermosilla, 74.
En octubre de 1935 abrió una Clínica Médica para mujeres y niños en la calle Libertad, 34, en el barrio Puente de Vallecas de Madrid.
Atendió la consulta de la Mutua de Médicos de la CNT, del Sindicato Único de Sanidad, en el cual militaba.

### Mujeres Libres
En 1936 junto a Lucía Sánchez Saornil y Mercedes Comaposada fundó la revista Mujeres Libres, portavoz de la Federación Mujeres Libres, en pro de la liberación de la mujer obrera. Era una revista para mujeres y escrita por mujeres. Vetó la colaboración de hombres, a excepción del artista Baltasar Lobo, que era ilustrador y maquetista de la publicación.
En mayo de 1936 apareció el primer número de la revista. El editorial decía:

... encauzar la acción social de la mujer, dándole una visión nueva de las cosas, evitando que su sensibilidad y su cerebro se contaminen de los errores masculinos. Y entendemos por errores masculinos todos los conceptos actuales de relación y convivencia: errores masculinos, porque rechazamos enérgicamente toda responsabilidad en el devenir histórico, en el que la mujer no ha sido nunca actora, sino testigo obligado e inerme... no nos interesa rememorar el pasado, sino forjar el presente y afrontar el porvenir, con la certidumbre de que en la mujer tiene la Humanidad su reserva suprema, un valor inédito capaz de variar, por la ley de su propia naturaleza, todo el panorama del mundo. ... que miles de mujeres reconocerán aquí su propia voz, y pronto tendremos junto a nosotras toda una juventud femenina que se agita desorientada en fábricas, campos y universidades, buscando afanosamente la manera de encauzar en fórmulas de acción sus inquietudes.

La educación y la capacitación profesional eran premisas determinantes a la hora de conquistar los derechos de la obrera en el ámbito de una formación libertaria. Su objetivo era la emancipación de la mujer de la esclavitud, de la ignorancia y de la sumisión sexual.
Las agrupaciones Mujeres Libres de Madrid y el Grupo Cultural Femenino de Barcelona se fusionaron en septiembre de 1936 en la Agrupación de Mujeres Libres. En Barcelona la Agrupación de Mujeres Libres estableció comedores colectivos, organizó cursillos de enfermeras y puericultura y envió víveres al Madrid asediado.
La Agrupación de Mujeres Libres abrió una Escuela de Chóferes para mujeres para ser útiles en los Servicios de Sanidad de la retaguardia. También impartió cursillos para capacitar a mujeres como conductoras de tranvías.
Entre las colaboraciones de Amparo Poch en la revista Mujeres Libres destacan:
- El recién nacido es una guía de primeros cuidados y puericultura.

- El Sanatorio del Optimismo donde la Doctora Salud Alegre y otros personajes relatan la realidad con elementos irónicos y digresiones surrealistas. Amparo ilustró los textos con dibujos propios realizados a línea.

- Proyección para la creación de una fábrica de bodas en serie (Churros auténticos) se cuestionaba el hecho de obtener un certificado matrimonial entre las parejas libertarias, desechando el libre consentimiento tradicional de unir sus vidas voluntariamente.

- ¡Oooooh! ¡Ginebra! criticaba la arbitraria actitud de la Sociedad de Naciones.

- Miasmas ministeriales es el trasunto de lo que vivió en el Ministerio de Sanidad como directora de Asistencia Social entre 1936 y 1937.

- Un viaje de placer relata que la Doctora Salud envía al Doctor Buen Humor a Marte.

- La raza esforzada del aval trata la política del aval que complica la marcha de las actividades convirtiendo asuntos nimios en casi irresolubles.

- Poema Canción breve del miliciano muerto que escribió mientras trabajaba como médica miliciana cobrando el sueldo reglamentario de un soldado raso de 10 pesetas.

- Poema El niño asesinado (Romance pequeñito) dedicado a la infancia refugiada durante su trabajo como responsable de las expediciones de niños que los trasladaban al extranjero para salvarlos de la guerra y del hambre.

- Poema La casa rota en el que describe los bombardeos sobre las casas.[8]

### Divulgadora
Fundó y presidió el Grupo Ogino que dio a conocer este sistema anticonceptivo.
En 1932 escribió el estudio La vida sexual de la mujer y lo publicó en Cuadernos de Cultura de Valencia. Sus análisis tratan la educación, la higiene, los órganos reproductores, la regulación de los embarazos y las enfermedades sexuales.
Durante la guerra civil española impartió cursos para enfermeras de  puericultura y prácticas hospitalarias, dio charlas sobre defensa pasiva y orientación sanitaria, participó en mítines y conferencias, viajó para inspeccionar las colonias de niños refugiados.

### Pacifista

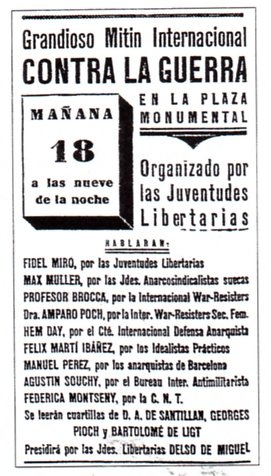
Cartel del mitin contra la guerra anunciado para el 18 de julio de 1936 en la plaza Monumental de Barcelona en el que Amparo Poch iba a tomar parte como presidenta en España de la sección femenina de War Resisters. El mitin se suspendió debido al levantamiento militar.

Tras la victoria del Frente Popular en febrero de 1936 un grupo de pacifistas creó la Liga Hispánica contra la Guerra, como sección Española de la WRI (War-Resisters International). La integraron Amparo Poch, como presidenta, Fernando Oca del valle, como secretario, y el profesor José Brocca, como delegado en el Consejo de la WRI. Otros representantes fueron Juan Grediaga, Mariano Solá y David Alonso Fresno.

Apresurémonos a hacer una declaración: Nuestra conciencia rechaza de plano la guerra; nuestro corazón no puede admitir la violencia como razonable y justa en ninguna ocasión. Ningún acontecimiento ha hecho vacilar nuestras convicciones refractarias a la guerra y seguimos creyendo que ninguna es noble, es justa, es buena porque todas tienen, aun las que en apariencia se hacen por móviles honrados, un verdadero motivo: el poder. El poder es, según las ocasiones, la conquista de un territorio, de un gobierno, la entronización de una familia, etc. etc. Y si se trata de guerrear por el ideal..., la imposición sobre el mayor número posible de individuos de las normas de vida del grupo vencedor. He aquí la verdad.
1937

¿Qué debemos hacer ante el gesto bélico que de nuevo hincha sus velas en el horizonte del Mundo? Ahora ya nadie puede quedarse a retaguardia. (…) Ya no vale esta vez querer jugar al escondite, porque los aviones se burlan zumbando detrás de las nubes que ellos fabrican; y los microbios vuelan a distancias grandes y los nuevos gases traspasan la ropa, la máscara y la piel. Ahora ya no puede nadie quedarse a retaguardia. (…) No prestéis oídos a los himnos nacionales nia las palabras retumbantes que os hablen de falsos deberes patrióticos; sino a esa otra voz dulce y profunda que sale del propio corazón y enseña el precepto intangible de amar a todos losseres y todas las cosas. (…) Que hacen falta casas anchas y bien iluminadas; puentes, carreteras y ferrocarriles; barcos sin cañones que unan a los hombres en vez de exterminarlos.
Tiempos Nuevos. 1/6/1935.

### Amor libre
Defendió la unión de pareja sin papeles ni documentos. Fue partidaria de la separación o divorcio cuando el amor se acaba.
Amparo Poch atacó la doble moral sexual sustentada sobre el matrimonio y la prostitución, defendió la libertad sexual de las mujeres y su derecho al placer sexual y preconizó el amor libre rechazando el principio de la monogamia que relacionaba estrechamente con el capitalismo y la propiedad privada:

Todo el armatoste opresivo del capitalismo defiende la monogamia en sus códigos sexuales porque sabe muy bien que solo el derrumbamiento de este puntal poderoso hará la verdadera Revolución. Pareja humana, propiedad privada, capitalismo. He aquí tres piedras que se sostienen mutuamente. (…) Es indispensable ir al reconocmiento pleno, por parte de la sociedad, de todas las formas de unión amorosa; tal es la salida auténticamente revolucionaria y liberadora del problema. (…) Hemos fijado unas normas convencionales y nos pareces leyes inmutables de la Naturaleza. 
Prólogo a El matrimonio libre. Pedro Ribelles Pla. Valencia 1937.

Mujeres que andáis desatinadas tras el semidiós varón; mujeres que aplicáis todo vuestro ingenio en atraparlo: ¿podrías resolver éste, al parecer difícil PROBLEMA: El hombre si ejerce la medicina, y es llamado a altas horas de la noche, si a la par tiene un hijo enfermo o lo está su esposa, ¿a quién atiende?. Adivinanza, adivinanza... (…) Yo no sé cómo resolvería el caso la gran Concepción Arenal, que desempeñó cargos oficiales, escribió muchos libros admirados en Congresos Internacionales (…) y asistió a las cátedras disfrazada de hombre. Yo no sé cómo habrán resuelto el caso Concha Espina, Sofía Casanova, la señorita Dautschakoff; la primera mujer que desempeñó una cátedra oficial en el Imperio Ruso, pereteneciendo al Claustro del Instituto Histológico de la Universidad de Moscú; Henry Peterson, la primera mujer abogada que informó en Dinamarca; las cirujanas y médicas que en el siglo XII hubo en Bolonia y Palermo, y en nuestros días se encuentran en Rusia, Alemania, Suecia y particularmente en Estados Unidos, donde hay más de cuatro mil médicas, algunas de las cuales dirigen hospitales en Filadelfia, Boston y Chicago; en Rusia pasan de seiscientas; en Inglaterra de trescientas... 
Ateneo Científico Escolar. 1923

Escribió  Elogio del amor libre, donde hace unas descripciones amorosas poéticas y apasionadas:

Yo no tengo Casa. Quiero amar en el anchuroso «más allá» que no cierra ningún muro ni limita ningún egoísmo.

Mi corazón es una rosa de carne. En cada hoja tiene una ternura y una ansiedad. ¡No lo mutiles!

Tengo alas para ascender por las regiones de la investigación y el trabajo. ¡No las cortes!

Tengo las manos como palmas abiertas para recoger monedas incontables de caricias. ¡No las encadenes!

Crea el nuevo tipo; pon la sal en la Vida; el color y la llama en los besos desiguales. Ama, habla, trabaja. Comprende, ayuda, consuela.

Aprende a desaparecer y descargar de tu presencia; y a conocer el valor del 'yo' libre. Sin nada; ni por dinero, ni por paz, ni por sosiego...
 ¡Amor libre!

(…)
Yo no tengo Casa, que tira de ti como una incomprensiva e implacable garra; ni el Derecho, que te limita y te niega.
 Pero tengo, Amado, un carro de flores y horizonte, donde el Sol se pone por rueda cuando tú me miras. Cuando tú me besas.

(…)
La Vida está harta ya de la Mujer-esposa, pesada, demasiado eterna, que ha perdido las alas y el gusto por lo deliciosamente pequeño y por lo noblemente grande; está harta de la Mujer-prostituta, a la que ya no queda sino la raíz escuetamente animal; está harta de la Mujer-virtud, seria, blanca, insípida, muda... Crea el nuevo tipo; pon la sal en la Vida; el color y la llama en los besos desiguales. Ama, habla, trabaja. Comprende, ayuda, consuela.
Elogio del amor libre. Mujeres libres. Número 3. Julio de 1936.

### Feminista
Defendió la igualdad de oportunidades y de trato entre hombres y mujeres.

Esta afirmación de que, en Zaragoza, casi todas las mujeres estudiantes no tienen de lo segundo mucho más que el nombre, satisface a ese numeroso público que todavía mantiene vivas las decadentes leyendas de las misiones femeninas en la tierra, de su inferioridad intelectual, y de la incompatibilidad de las tales misiones, que nadie niega, con las dignísimas ideas de su humana independencia y de su igualdad, frente a los varones, personalidad a personalidad, poder a poder.
Pocas mujeres hay que respondan a ese ideal, más de mañana que de hoy; quizás por temor al calvario a que se condena a quien se desliga audazmente de las costumbres y prejuicios de las gentes; calvario que se multiplica para las mujeres haciéndose lluvia de groseros calificativos y pensamientos malos, para combatirlas con ellos hasta hacerles claudicar, o, cuando tal no sucede, envolverlas en la nube de la hostilidad y burla con que el vulgo, acoge a la 'mujer sabia' y la vapulea en chistes, caricaturas y carcajadas, como si la mujer sabia, cuando lo es verdaderamente, no tuviese su dignidad elevadísima, su personalidad respetable, y su recio caudal de sentimientos que la llevan a llorar, quizás, las manifestaciones brutales de cuantos, tal vez, no saben tenerlas de otro modo.
La Voz de Aragón. 6/3/1927

La maternidad no puede ser pretexto para cercenar derechos y aspiraciones a la mujer, pues pasada le época más dura de la gestación queda en completa capacidad para unos y otras; decir que la mujer, por ser madre, no puede ser más, es tan absurdo como si al hombre, por ser padre, se le estableciesen límites y restricciones en su intelectualidad y en sus privilegios. (…) La mujer quiere ser atendida, no tolerada; quiere ser igual, no inferior.
La Voz de Aragón. 28/11/1928

La realidad económica enteró a la mujer, completamente ignorante ya del ingenuo placer de la vida primitiva, de que la Casa la excluía de todas las tareas de producción, de todos los trabajos públicos que dan derecho a la subsistencia. Esta le venía por medio del hombre a quien rendía sus servicios privados, incluso los sexuales; y se defendió en su nueva posición, preocupándose de afianzar los lazos que la unían al hombre.
Mujeres libres. Número 3. Julio de 1936.

La primera contestación es un reconocimiento y una acusación contra la mala retribución del trabajo de la mujer, sólo por serlo, aunque su trabajo sea de igual calidad que el masculino. Lo que no es sino una faceta del menosprecio hacia el elemento femenino, siempre relegado a segundo término y destinado a eclipsarse y desaparecer ante el varón.
La vida sexual de la mujer. Marzo de 1932.

La moral burguesa infiltra también en el matrimonio el concepto de propiedad, y hace que los hombres digan “mi mujer”, y las mujeres se digan señora “de” fulano, teniendo el hombre claro sentido de sus numerosos derechos sobre la esposa.
La vida sexual de la mujer. Marzo de 1932.

La mujer nueva no puede llenar con el amor su existencia. Necesita buscarse y encontrarse a sí misma en variadas actividades, en la profesión elegida, en el estudio a que se ha consagrado, en el taller, en la fábrica y en la Universidad. Va a las clínicas, al lado de las máquinas, a las naves en que resuenan los motores y a las aulas en que se anhela ciencia; y para esto le molestaban sus anchurosas faldas pesadas que redujo; sus laboriosos y engorrosos peinados, que suprimió.
La vida sexual de la mujer. Marzo de 1932.

### Ecologista
Denunció los ataques a la Naturaleza en nombre de los intereses del progreso. En 1923 escribió un artículo en el que denunciaba la tala de árboles para construir una vía doble de tranvía:

Yo he visto desaparecer los árboles que eran el collar y la vida de esta pobre calle desierta. (…) Que mi buen compañero no tenga queja de mí. Aunque yo haya llorado su muerte, la he sentido tanto, que por vez primera de mi vida nace en mí el deseo de la venganza. Yo quisiera vengarme de la vía doble, de esa vía doble que me arrebató a mi amigo árbol. Yo quisiera ser un poco 'omnipotente'. Haría brotar en la mismísima vía unos árboles recios, altos, numerosos. Los cortarían para que el progreso del siglo no encontrara obstáculos, pero por cada uno que cortasen nacerían dos a los cinco minutos. Tendrían que desistir y llevar el tranvía por otro sitio. Entonces yo traería mi árbol, lo resucitaría, lo pondría nuevamente junto a mis balcones, resucitaría a todos los árboles de la calle y ya dejaría de ser omnipotente y quedaría satisfecho el deseo de venganza que en mí nació.
 Adiós a un árbol. La Voz de la Región. 23 de julio de 1923.

### Coeducación
Fue partidaria de la coeducación en todos los niveles.

Pero séanos permitido detenernos un momento para hacer notar la necesidad de una coeducación racionalmente dirigida. Niños que conviven en la casa, en el cine, en la calle, en la Universidad más tarde, son separados por la escuela, separación que se quiso hacer extensiva a los institutos nacionales al crear los femeninos. Con ello se causa un perjuicio moral de consideración y se viola el derecho del niño a la coeducación.
La vida sexual de la mujer. Marzo de 1932.

### Ministerio de Sanidad
Trabajó en el Ministerio de Sanidad con Federica Montseny como directora de Asistencia Social entre 1936 y 1937.
Dirigió el proyecto de Hogares Infantiles que sustituyó los antiguos asilos y orfanatos y dotó de un hogar a los huérfanos de la República.
Organizó una expedición de 500 niños refugiados a México.
El 16 de marzo de 1937 dirigió una expedición de niños a Francia. Organizó la salida de niños a Rusia el 17 de marzo de 1937 en el barco Ciudad de Cádiz.
Las divergencias de los comunistas en contra de trotskistas y anarcosindicalistas llevó a que en mayo de 1937 terminase la colaboración de los cuatro ministros cenetistas en el gobierno de Largo Caballero. Amparo Poch fue cesada el 3 de junio de 1937.

### Casal de la Dona Treballadora
El 3 de noviembre de 1937 se trasladó a Barcelona.
Desde el otoño de 1937 fue directora del Casal de la Dona Treballadora de Barcelona, donde se capacitaba a la mujer obrera con un programa cultural, profesional y social. Participó en la organización de hospitales de campaña y en la atención de niños y refugiados.
El cartel del Casal de la Dona Treballadora decía:

Compañera: 
 ¿Quieres contribuir a ganar la guerra?
 ¿Quieres capacitarte para ser útil a la causa antifascista?
¿Quieres adquirir una cultura general?
 ¿Quieres especializarte en una profesión? 
 Inscríbete en el Casal de la Dona Treballadora Pi y Margall, 96, y elige la clase o cursillo que más te interese del plan que se incluye a la vuelta.

El Casal de la Dona Treballadora desarrolla el siguiente plan de trabajo para la capacitación inmediata de la mujer.

Clases elementales (Analfabetas y tres grados): Leer, escribir, nociones de Aritmética, Geografía, Gramática, fenómenos naturales.

Clases complementarias de la enseñanza elemental: Historia Universal, Francés, Inglés, Ruso, Mecanografía, Taquigrafía.

Clases complementarias profesionales: Enfermeras, puericultoras (con las correspondientes prácticas en hospitales y lugares adecuados), peritajes (Mecánica, Electricidad, Comercio), Corte y confección, nociones de Agricultura y Avicultura, con sus correspondientes prácticas.

Formación social: Cursos de organización sindical, Sociología, nociones de Economía, 
Conferencias semanales de ampliación de cultura general.

El Casal de la Dona Treballadora estaba en un piso de la calle de las Cortes Catalanas, 622. En octubre de 1937 se trasladó a la calle Pi y Margall, 96. Bajo la dirección de Amparo Poch se pasó de 150 alumnas a 911.
Usaba un criterio pedagógico moderno

... en el que la lección se una la conferencia y la práctica. Con la conferencia se da a la alumna un concepto amplio de la materia que estudia. Con la lección práctica conoce de cerca lo que aprende en los libros.

Las clases eran gratuitas. Para ingresar en el Casal no importaba la organización, partido o ideología de la alumna, solo se pedía que tuviese la voluntad de estudiar y aprender.

### Guerra Civil
Desde el Sindicato Único de Sanidad de la CNT, Amparo Poch participó en la organización de instalaciones sanitarias improvisadas en edificios desafectados o incautados. Ella prestó sus servicios en el Frontón de Recoletos, reconvertido en hospital de sangre de la CNT.
El 25 de julio de 1936 Amparo Poch se incorporó al noveno Batallón del Regimiento Ángel Pestaña, del Partido Sindicalista. El Batallón estaba formado por 1486 milicianos, de los que 83 eran mujeres. Todos los milicianos cobraban 10 pesetas diarias. Amparo Poch atendía los servicios sanitarios como doctora miliciana.
Una orden del 26 de agosto de 1936 la nombró miembro de la Junta de Protección de Huérfanos de Defensores de la República, creada por el Ministerio de Instrucción Pública. Colaboró en esa época con el periódico cenetista Castilla Libre, donde llevaba una sección poética llamada «Bombas de mano».
En Barcelona Amparo Poch dirigió un programa de capacitación de las brigadas de salvamento en las que instruyó a los brigadistas sobre asfixia, traumatismos, hemorragias y transfusiones sanguíneas.
Coordinó las colonias y granjas-escuela para los niños refugiados y elaboró sus planes pedagógicos.

### Exilio en Francia
A principios de febrero de 1939 cruzó la frontera por Camprodón-Prats de Molló. Permaneció en Prats de Molló hasta septiembre de 1939. El 11 de septiembre de 1939, la prefectura del departamento de Gard en Nimes le extiende un permiso que le autoriza a vivir en Francia, pero le prohíbe trabajar. Vivió en Nimes hasta 1943 en un piso del 26 Boulevard Victor-Hugo. Francisco Sabater era su compañero sentimental. Trabajaban en la economía sumergida pintando tarjetas y pañuelos, bordando, haciendo bolsos de rafia y plegando sobres. También colaboró en un taller de sombreros clandestino.
En una carta a su amiga Gloria Prades hacia 1943 escribió:

Trabajo todos los días (domingo y fiestas igualmente) hasta medianoche y hasta la una de la mañana, pues no hay para subsistir más que el producto de este esfuerzo desde el primer día y ya comprenderás que la cosa es como una cadena que no se ve, pero que limita todos mis movimientos.

En enero de 1943 se produjo una redada en toda Francia contra los refugiados españoles sospechosos de luchar contra los nazis. Su compañero Francisco Sabater fue detenido e internado en un Grupo de Trabajadores Extranjeros acantonado en Miramas hasta la liberación de Francia en agosto de 1944.
Hacia finales de 1945 Amparo Poch y Francisco Sabater se trasladaron a Toulouse. En 1946 vivían en Toulouse 17 794 refugiados españoles sobre una población de unos 250 000 habitantes. Vivió en el 44 de la rue Jonquières donde pasó consulta médica clandestina. Con la puesta en vigor del Estatuto Jurídico de los Refugiados Españoles se normalizó su vida laboral y pudo trabajar ejerciendo la Medicina atendiendo a pacientes españoles.
En el dispensario de la Cruz Roja Española del 51 Rue Pargaminieres, Amparo Poch se ocupó de las consultas de Medicina General y Ginecología. También colaboró en la Clínica San Andrés con el cirujano francés Doctor Tomás. Trabajó también en el dispensario del Hospital Varsovia de Toulouse. La CNT en el exilio organizó unos cursillos gratuitos por correspondencia y Amparo Poch dirigió los cursos de Puericultura, Anatomía y Fisiología Humana.
Amparo Poch siguió al servicio de la sección española de Solidaridad Internacional Antifascista (SIA) en el Comité Nacional de Toulouse prestando asistencia médica.
Su compañero Francisco Sabater enfermó de gravedad y regresó a Valencia. En 1965 se diagnosticó a Amparo Poch un cáncer cerebral. Alternó ingresos en el hospital con períodos de mejoría.
Hacia 1966 quiso volver a Zaragoza junto a su familia. Sus padres ya habían fallecido y sus hermanas le comunicaron que:

¡No quieren volver a ver a la persona que ha sido la ignominia de su casa, harto hacen con pedir por ella en sus misas y oraciones!

La enfermedad la sumió en la decadencia física y enajenación mental. Ramón Valencia y su esposa la atendieron en sus últimos días. Falleció el 15 de abril de 1968 en Toulouse. El 18 de abril, más de 200 exiliados españoles acudieron a su entierro en el cementerio suburbano de Cornebarrieu.
El testamento que hizo y que firmaron como testigos José Sanjuan y Ramón Valencia desapareció. El comité de SIA (Solidaridad Internacional Antifascista) repartió sus enseres entre los más necesitados. Los documentos y libros quedaron en el Comité Nacional de SIA. Al morir solo tenía en su cartilla de la Caja de Ahorros 16 francos con 29 céntimos.
El periódico Espoir de Toulouse publicó:

... vivió las penalidades propias de todos los que abandonamos España, por no querer aceptar el triunfo del fascismo... A su última morada la acompañaron muchos hombres y mujeres, de todos los partidos políticos y organizaciones, que sabían cuán abnegada y ejemplar había sido su vida, como médico, dedicada a ayudar y a curar a los que más lo necesitaban.

## Reconocimientos

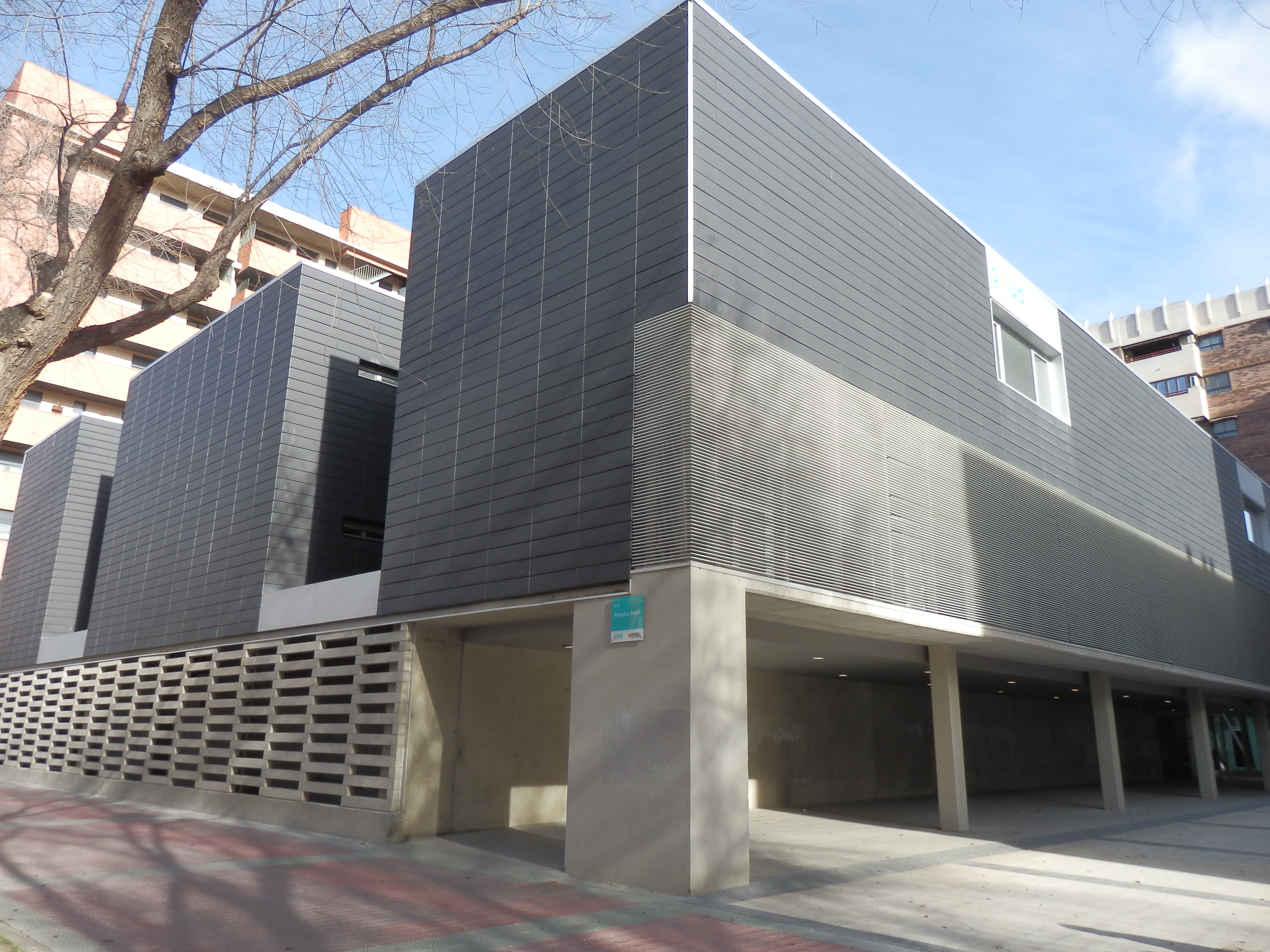
Centro de Salud Amparo Poch en Zaragoza.

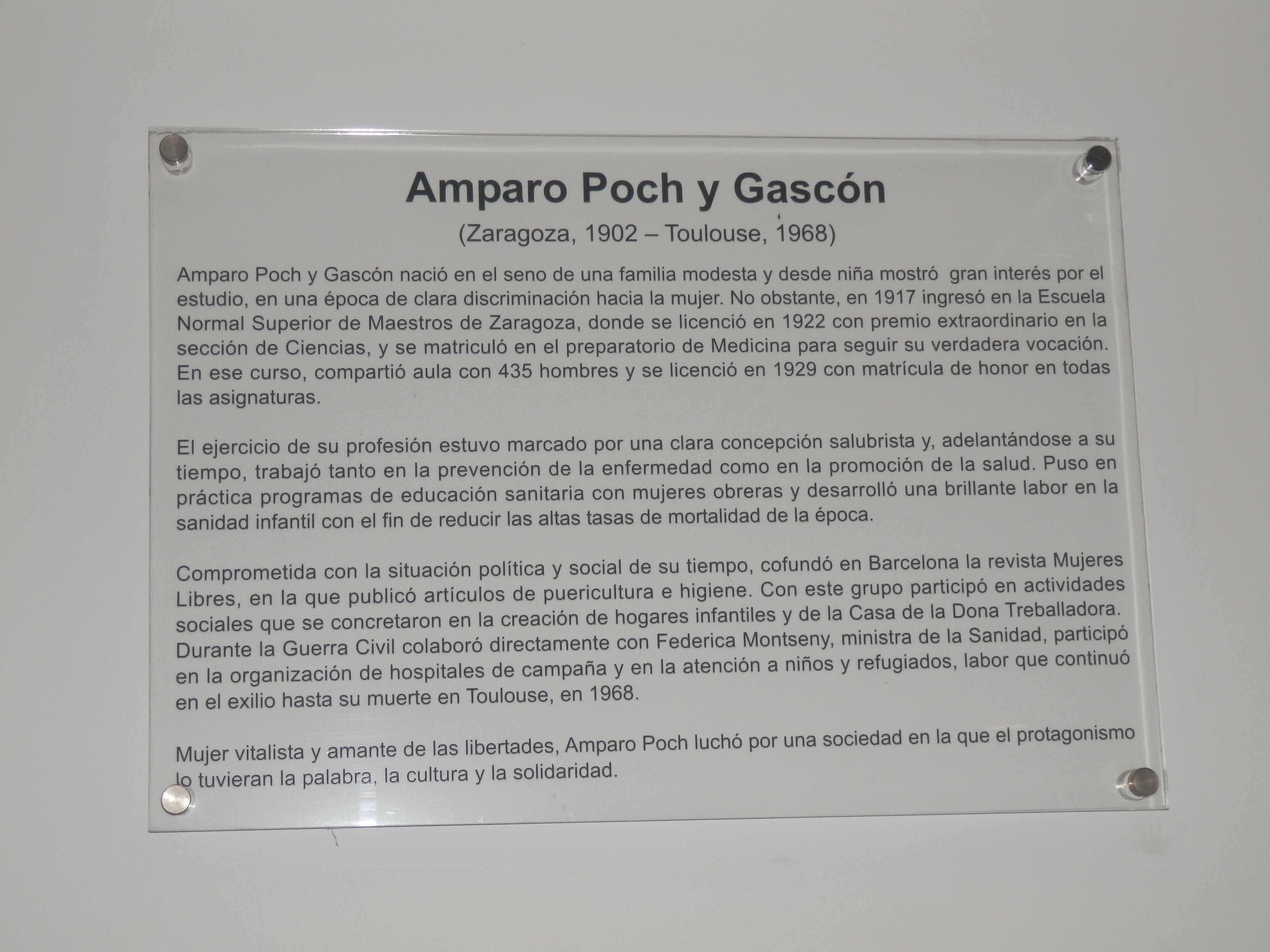
Biografía de Amparo Poch en el Centro de Salud Amparo Poch en Zaragoza.

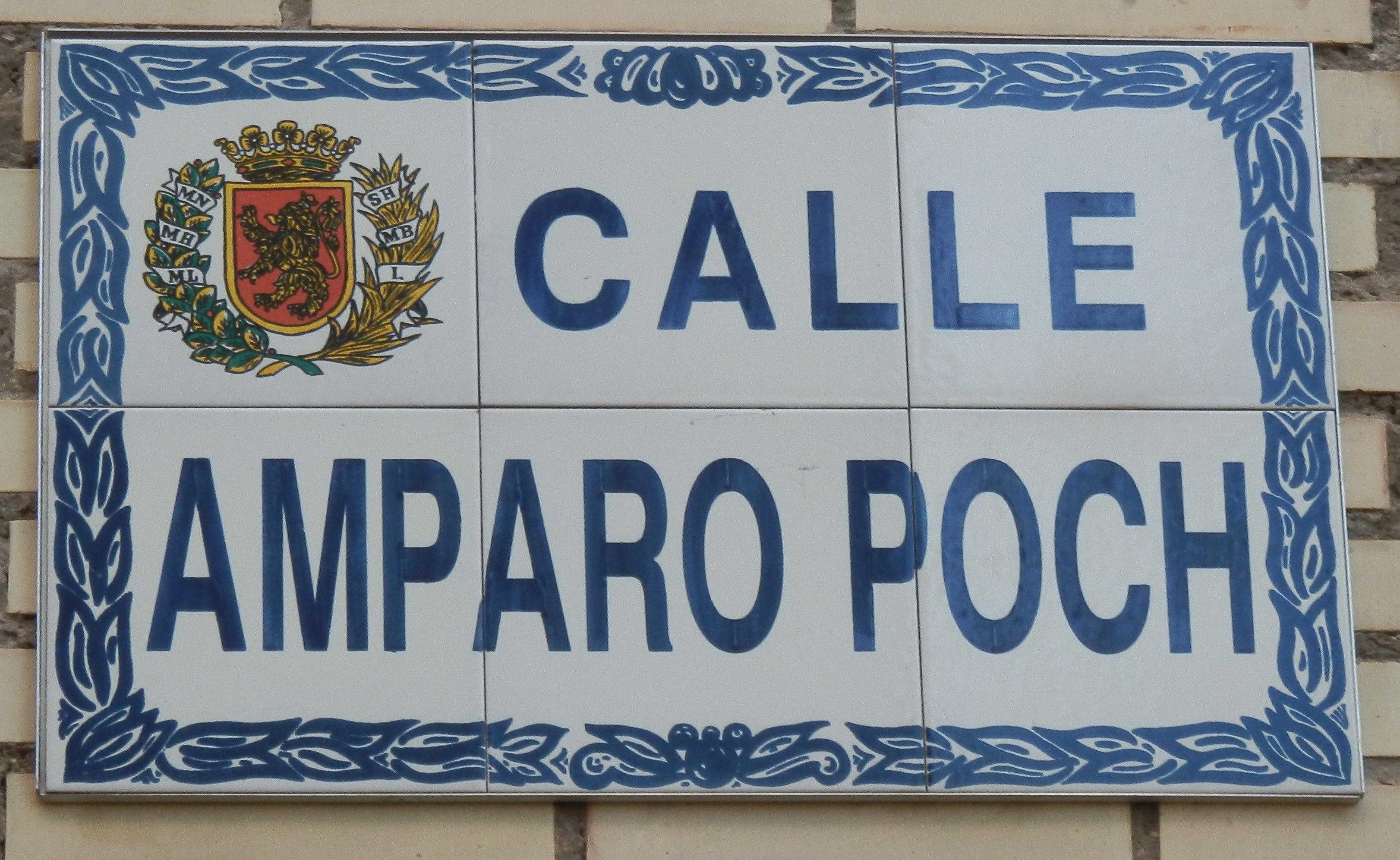
Calle Amparo Poch en Zaragoza.

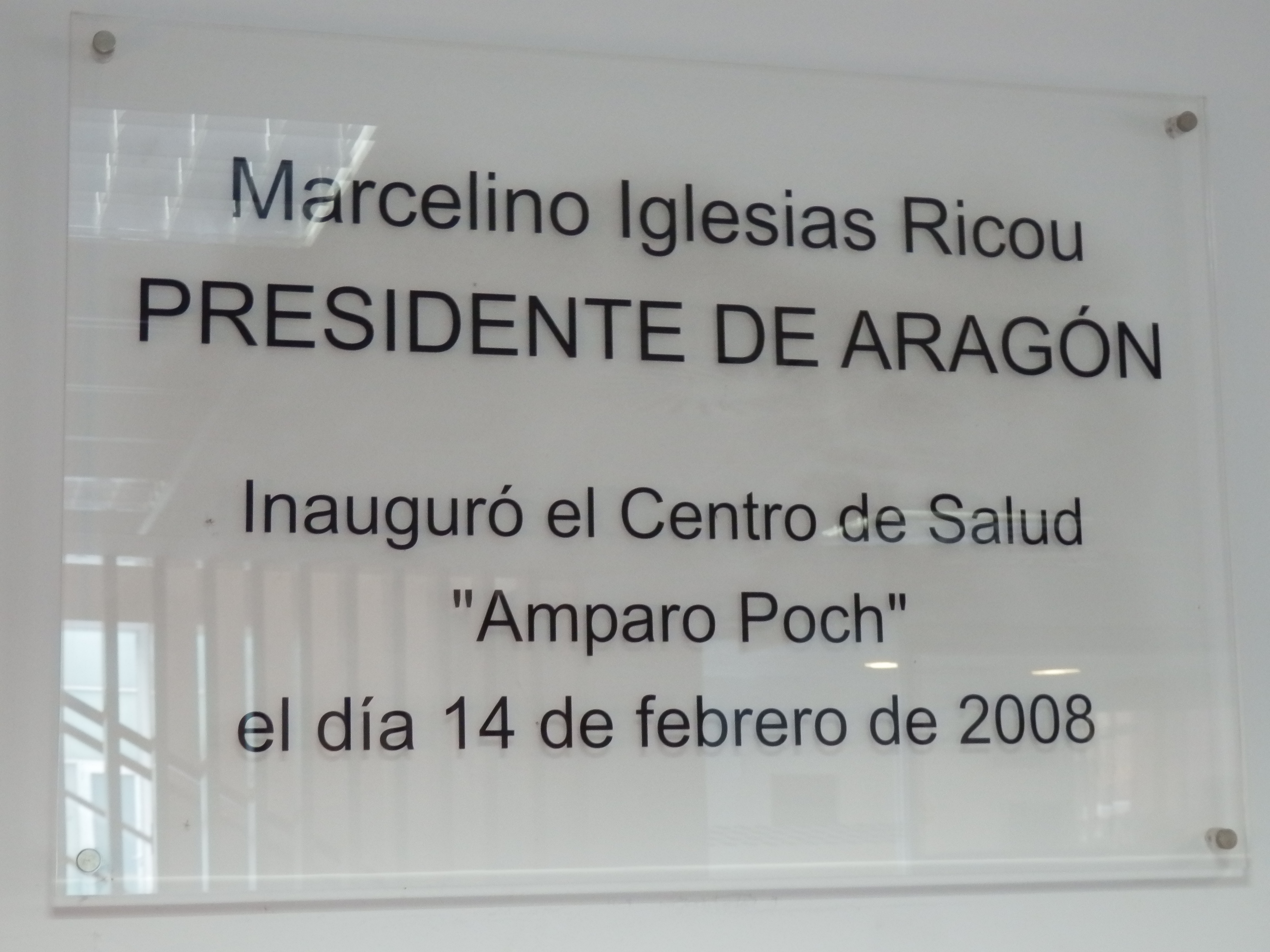
Placa de inauguración del Centro de Salud Amparo Poch en Zaragoza.

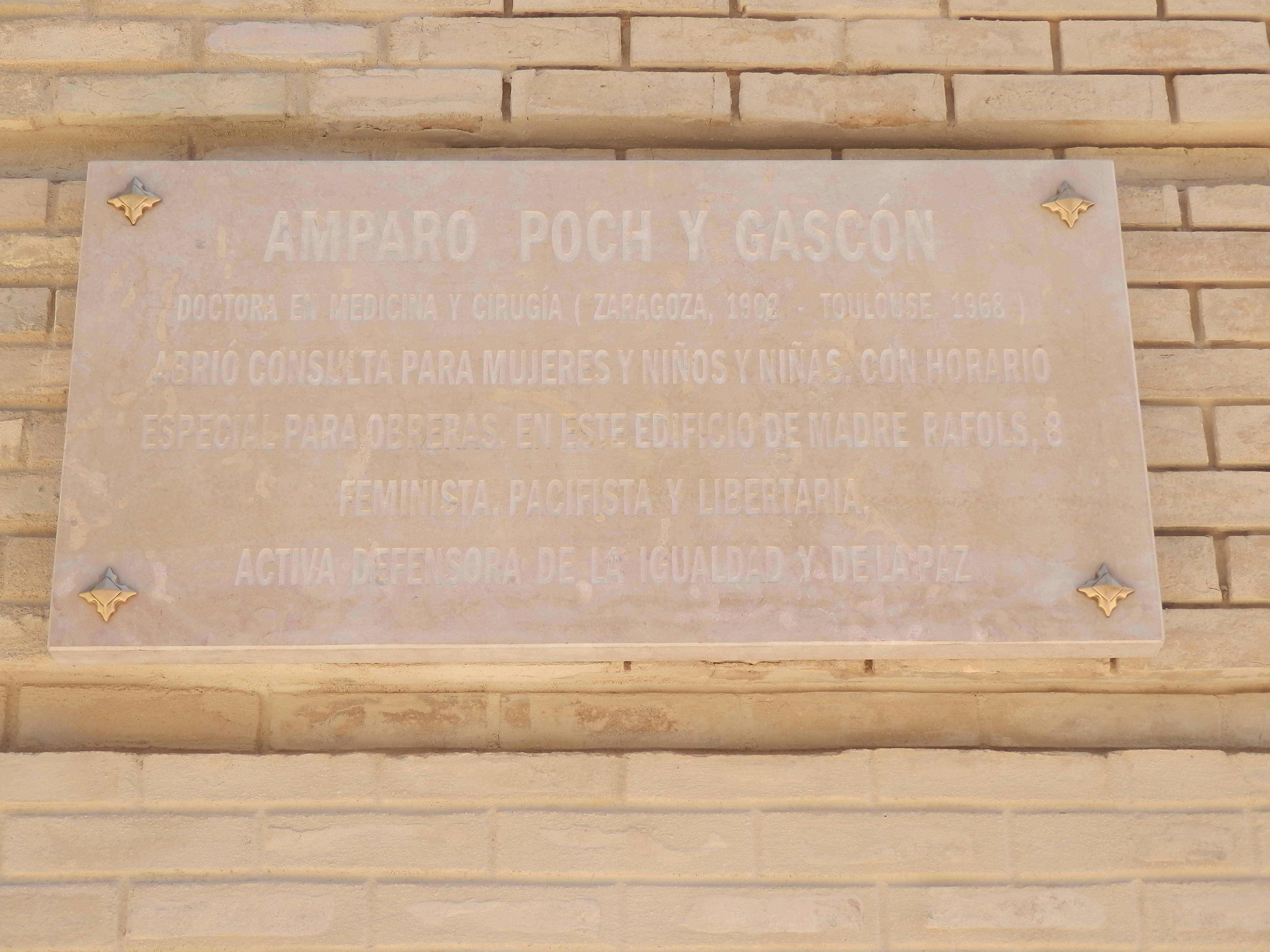
Placa dedicada a Amparo Poch en la calle Madre Rafols, 8, donde tuvo una consulta médica para mujeres, niños y niñas.

- El 15 de octubre de 2002, en el centenario de su nacimiento el rector de la Universidad de Zaragoza, Felipe Pétriz, descubrió una placa con su nombre en una de las salas del Paraninfo Universitario.[12]
- Tiene una calle dedicada en Zaragoza.
- En Zaragoza se inauguró el Centro de Salud Amparo Poch el 14 de febrero de 2008 que atiende a una población de 26 000 habitantes.
- En 2018 el Ayuntamiento de Zaragoza colocó una placa de homenaje a Amparo Poch en el edificio de la calle Madre Rafols, 8, donde vivió y pasó consulta.
- El 10 de diciembre de 2021, una calle del barrio de Saint-Cyprien, en Toulouse, recibió su nombre.[13]
- En 2021, el Gobierno de Aragón editó una agenda escolar para educación primaria en la que representaba a diferentes mujeres aragonesas relevantes.[14]